# わが愛はここに
「わが愛はここに」（わがあいはここに、Love Is Here To Stay）は、1938年に発表された楽曲。元々は映画『ゴールドウィン・フォリーズ』のために書かれたが、1951年の映画『巴里のアメリカ人』で歌唱され、ヒットした。以降ジャズ・スタンダード曲として知られる。作詞はアイラ・ガーシュウィン、作曲はジョージ・ガーシュウィン。

## その他の主な収録アーティスト
- フランク・シナトラ[2]
- ナット・キング・コール[3]
- オスカー・ピーターソン
- エラ・フィッツジェラルド＆ルイ・アームストロング
- ナタリー・コール
- ロッド・スチュワート
- デクスター・ゴードン
- デイヴ・ブルーベック
- ビル・エヴァンス
- レスター・ヤング
- カーメン・マクレエ
- トニー・ベネット＆ダイアナ・クラール